# Pinetown
Pinetown – jednostka osadnicza w Stanach Zjednoczonych, w stanie Karolina Północna, w hrabstwie Beaufort.